# Chatham (Nuevo Brunswick)
Chatham es una parroquia canadiense situada en la provincia de Nuevo Brunswick.

## Superficie
Chatham tiene una superficie de 22,7 km².

## Demografía
En 2021, tenía 527 habitantes, una densidad poblacional de 23,2 hab./km², y 269 viviendas.